# Mesterrieux
Mesterrieux (okzitanisch Mèste Riu) ist eine französische Gemeinde mit 223 Einwohnern (Stand: 1. Januar 2022) im Département Gironde in der Region Nouvelle-Aquitaine. Sie gehört zum Arrondissement Langon und zum Kanton Le Réolais et Les Bastides. Die Einwohner werden Mesterriais genannt.

## Geographie
Mesterrieux liegt etwa 58 Kilometer ostsüdöstlich von Bordeaux. Der Dropt begrenzt die Gemeinde im Süden. Umgeben wird Mesterrieux von den Nachbargemeinden Landerrouet-sur-Ségur im Norden und Westen, Rimons im Norden und Nordosten, Neuffons im Osten, Roquebrune im Südosten sowie Loubens im Süden und Südwesten.

## Bevölkerungsentwicklung
| 1962                      | 1968 | 1975 | 1982 | 1990 | 1999 | 2006 | 2013 |
| ------------------------- | ---- | ---- | ---- | ---- | ---- | ---- | ---- |
| 215                       | 174  | 180  | 180  | 172  | 179  | 193  | 192  |
| Quelle: Cassini und INSEE |      |      |      |      |      |      |      |

## Sehenswürdigkeiten

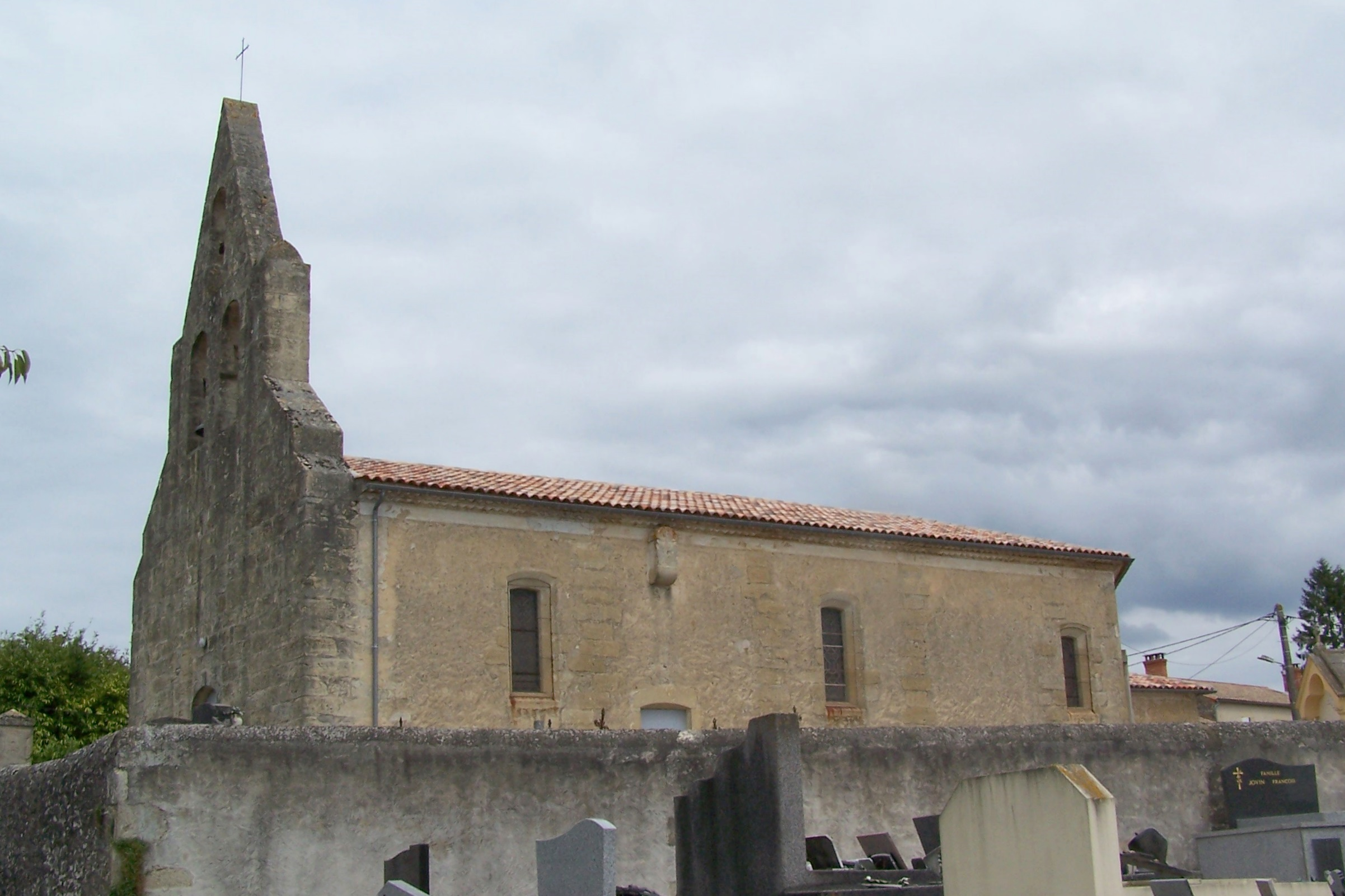
Kirche Saint-Pierre

- Kirche Saint-Pierre